# Miętne
Miętne (prononciation : [ˈmjɛntnɛ]) est un village polonais de la gmina de Garwolin dans le powiat de Garwolin de la voïvodie de Mazovie dans le centre-est de la Pologne.
Il se situe à environ 5 kilomètres au nord-ouest de Garwolin (siège du powiat) et à 52 kilomètres au sud-est de Varsovie (capitale de la Pologne).
Le village possède une population de 1 802 habitants en 2009.

## Histoire
De 1975 à 1998, le village appartenait administrativement à la voïvodie de Siedlce.
Miętne est connu pour sa grève d'étudiants de 1984. Les autorités communistes ont commencé à enlever les croix chrétiennes dans les classes à l'école locale. Cela a rencontré une réaction rapide des étudiants, qui ont commencé la grève. Ils ont été soutenus par leurs parents et les membres du clergé catholique.